# 川崎市スポーツ・文化総合センター
1. 体育館 内観
2. ホール 内観

川崎市スポーツ・文化総合センター（かわさきしスポーツ・ぶんかそうごうセンター）は、神奈川県川崎市川崎区に所在する体育館 及び ホールから成る複合施設。愛称はカルッツかわさき。

## 施設
カルッツかわさきは2017年10月1日にオープン。老朽化した川崎市体育館と川崎市教育文化会館のホール機能を担う後継の施設となる。共通のロビーを通して2つの施設が併存する。

### 体育館
- 大体育室
  - 観客席：固定席 1,010席、可動席518席
  - 面積：1800 m2（36m×50m）
- 練習場
  - 面積：944 m2
- 研修室
- 武道場
- 弓道場
- トレーニング室

### ホール
- 大ホール
  - 客席：2,013席（親子席12席、車椅子席18席を含む）
  - 舞台：600 m2
  - シューボックス型
  - プロセニアム形式
- リハーサル室
- 練習室

### 共用施設
- プラザ（ロビー）
  - 面積：1,000 m2超
- 大中小会議室
  - 大会議室：4室
  - 中会議室：3室
  - 小会議室：1室
- 駐車場、駐輪場

## 交通
- JR東日本川崎駅、京浜急行京急川崎駅から
  - 徒歩約15分。
  - 川崎市営バス「川04」、「川05」、「川07」、「川10」、「川13」、「川15」及び臨港バス「川02」、「川03」、「川12」の各系統で宮前バス停または競輪場前バス停下車後、徒歩。